# Current Topics in Medicinal Chemistry
Current Topics in Medicinal Chemistry (abrégé en Curr. Top. Med. Chem.) est une revue scientifique à comité de lecture qui publie des articles de revue dans le domaine de la chimie médicinale.
D'après le Journal Citation Reports, le facteur d'impact de ce journal était de 3,402 en 2014. Le directeur de publication est Allen B. Reitz.